# 草千里ヶ浜

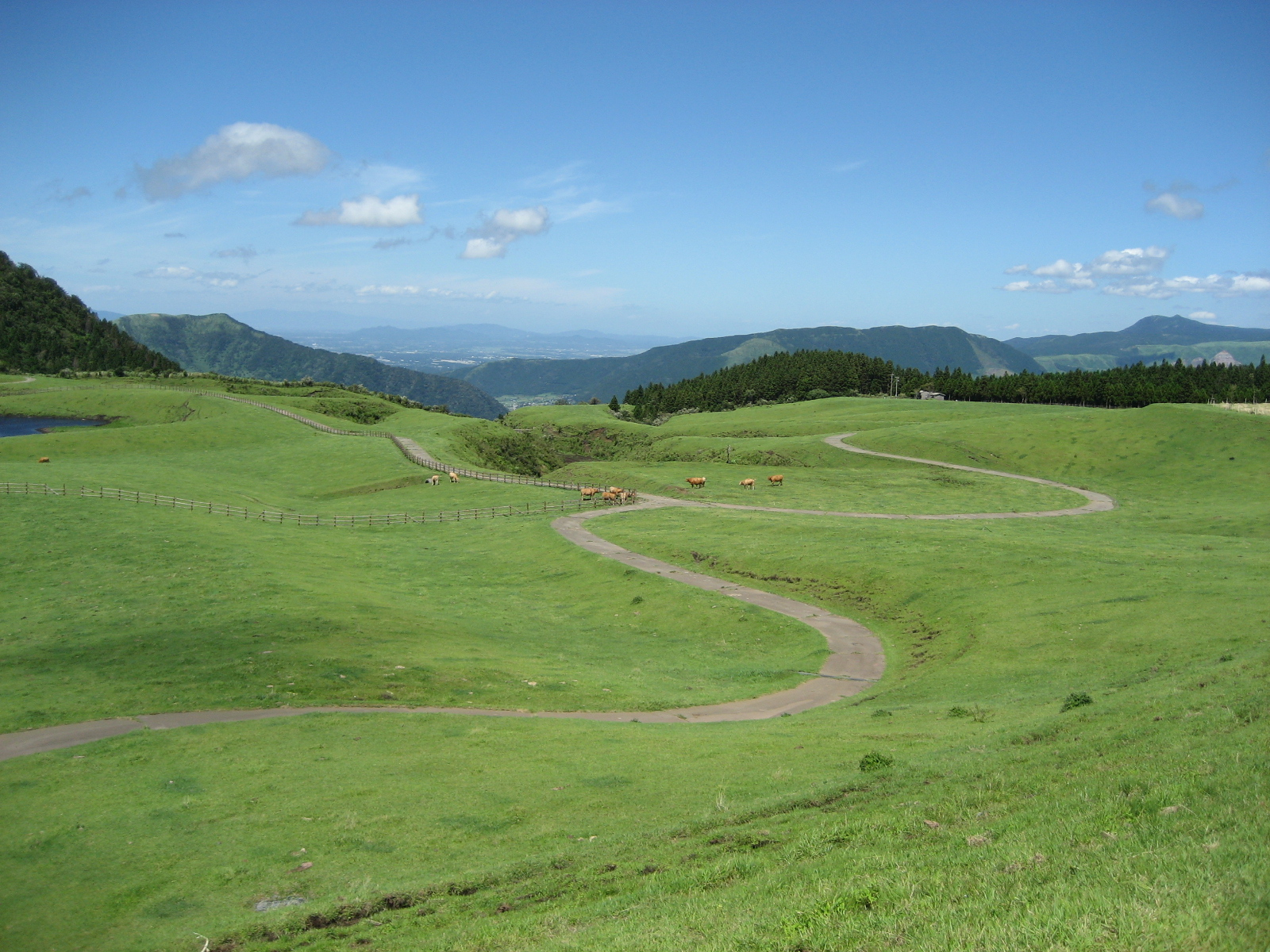
草千里ヶ浜

草千里ヶ浜（くさせんりがはま）または草千里（くさせんり）は、熊本県阿蘇市、阿蘇郡南阿蘇村にある面積78万5,000㎡の草原地帯。阿蘇を代表する観光地にもなっている。
2013年3月に、国の名勝天然記念物（米塚及び草千里ヶ浜）に指定されており、その指定面積は125万8,508㎡ある。
活火山としての阿蘇山とは対照的に、広々と草原に覆われた草千里ヶ浜は、標高1,140m、直径約1kmの広く浅い二重の火口跡（約3万年前にデイサイト質の軽石の噴出によって形成）には、中央の小高い丘を挟んでほぼ東西に対する窪地が存在し、雨水が溜まると池になり、放牧された牛や馬の水飲み場にもなっている。
阿蘇山の風致景観は、近代の詩歌の源泉にもなっており、三好達治の詩集「艸千里(くさせんり)」や「大阿蘇」の詩、中村憲吉、吉井勇の短歌でも詠われている。
米塚及び草千里ヶ浜の草原地帯の景観は、長い間、人々が野焼き又は放牧を行うことにより維持管理されている。

## 草千里ヶ浜
ギャラリー
- 展望台から草千里を望む
- 米塚（こめづか）
- 放牧された牛や馬と池
- 遊歩道
- 遊歩道と放牧された牛
- 牛舎

草千里

## 交通アクセス
- JR九州豊肥本線阿蘇駅より九州産交バス阿蘇山上ターミナル行き（阿蘇山観光バス）に乗車し「草千里阿蘇火山博物館前」下車。
- 九州自動車道熊本インターチェンジより35km。